# Ronimo Games
Ronimo Games es un desarrollador de videojuegos neerlandés fundado en 2007 por antiguos alumnos de la Escuela de Artes de Utrecht.

## Historia
El equipo que formó Ronimo Games inicialmente se unió bajo el nombre de Banana Games y creó la versión original gratuita para PC de de Blob. El editor THQ notó el juego, quedó muy impresionado con el trabajo del equipo y adquirió los derechos del juego. Posteriormente, THQ entregó el desarrollo adicional a Blue Tongue Entertainment (Nintendo DS, Wii) y Universomo (móvil / iPhone / iPod).
Con el dinero ganado por la venta de los derechos de De Blob, el equipo fundó Ronimo Games. El nombre "Ronimo" vino de una sesión de lluvia de ideas en la que el equipo decidió combinar las primeras letras de las palabras "Robot Ninja Monkey".
En mayo de 2009, el estudio lanzó el título de WiiWare Swords & Soldiers. En septiembre de 2010, el juego fue lanzado para PlayStation Network con el editor Sony Online Entertainment y en diciembre la versión para Windows y Mac en Steam. En junio de 2011, el juego fue portado por Two Tribes y publicado por Chillingo para iOS.
El estudio desarrolló Awesomenauts, un campo de batalla en línea multijugador para Xbox Live Arcade, PlayStation Network y PC. A pesar de los problemas financieros del editor, el juego fue lanzado para PC el 2 de mayo de 2012. El estudio fue a Kickstarter para financiar Awesomenauts: Starstorm, la primera expansión del juego. Una segunda expansión, Awesomenauts: Overdrive, se lanzó el 2 de marzo de 2016. Ronimo Games lanzó actualizaciones para la versión para PC, agregando nuevos personajes, abordando el equilibrio, la conectividad y la corrección de errores hasta que el desarrollo del juego se interrumpió con la última actualización lanzada en julio de 2018.
Swords & Soldiers II fue lanzado en Wii U el 21 de mayo de 2015, con críticas generalmente favorables según Metacritic. Renombrado como Swords & Soldiers 2 Shawarmageddon, fue lanzado para PC y PlayStation 4 en noviembre de 2018. Fue lanzado para Nintendo Switch el 1 de marzo de 2019.

## Juegos desarrollados

### Como Banana Games
- de Blob (Windows, 2006)

### Como Ronimo Games
- Swords & Soldiers (Wii, 2009; PS3, 2010; Windows, 2010; Mac, 2010; iOS, 2011; Linux, 2012; Android 2012)
- Awesomenauts (PlayStation 3, 2012; Xbox 360, 2012; Windows, 2012; Mac, 2012; Linux, 2013)
- Swords & Soldiers II (Wii U, 2015)
- Swords & Soldiers 2 Shawarmageddon (PC, 2018; PS4, 2018; Nintendo Switch, 2019)
- Blightbound (PC; Devolver Digital) (PC, 2020 (acceso anticipado)[11]